# Kabul (provincie)
Kabul of Kaboel (Perzisch: کابل) is een provincie in het oosten van Afghanistan, met de gelijknamige stad Kabul als hoofdstad.

## Bestuurlijke indeling
De provincie Kabul is onderverdeeld in 15 districten:
- Bagrami
- Chahar Asyab
- Dih Sabz
- Farza
- Guldara
- Istalif
- Kabul
- Kalakan
- Khaki Jabbar
- Mir Bacha Kot
- Musayi
- Paghman
- Qarabagh
- Shakardara
- Surobi

## Mythe
De mythische Rostam, de zoon van Zal, in het nationale epos Shahnameh van Ferdowsi over de koningen van Perzië, wordt met Kabul, Zavolestan en rivier Helmand in verband gebracht. Zal, opgegroeid in het nest van de Simorgh, huwde Rudabeh, de dochter van Mehrab, koning van Kaboel. Rostam was hun zoon. Vanuit Kabul beschermden Zal en Rostam volgens Ferdowsi voortdurend het Perzische koningshuis.
Badakhshān · Bādghīs · Baghlān · Balkh · Bāmyān · Dāykundī · Farāh · Fāryāb · Ghaznī · Ghōr · Helmand · Herāt · Jowzjān · Kābul · Kandahār · Kāpīsā · Khōst · Kunar · Kunduz · Laghmān · Lōgar · Nangarhār · Nīmrōz · Nūristān · Paktiyā · Paktīkā · Panjshayr · Parwān · Samangān · Sar-e Pul · Takhār · Uruzgān · Wardak · Zābul